# Вівсянка великонога
Вівся́нка великонога (Pezopetes capitalis) — вид горобцеподібних птахів родини Passerellidae. Мешкає в Коста-Риці і Панамі. Це єдиний представник монотипового роду Великонога вівсянка (Pezopetes).

## Опис

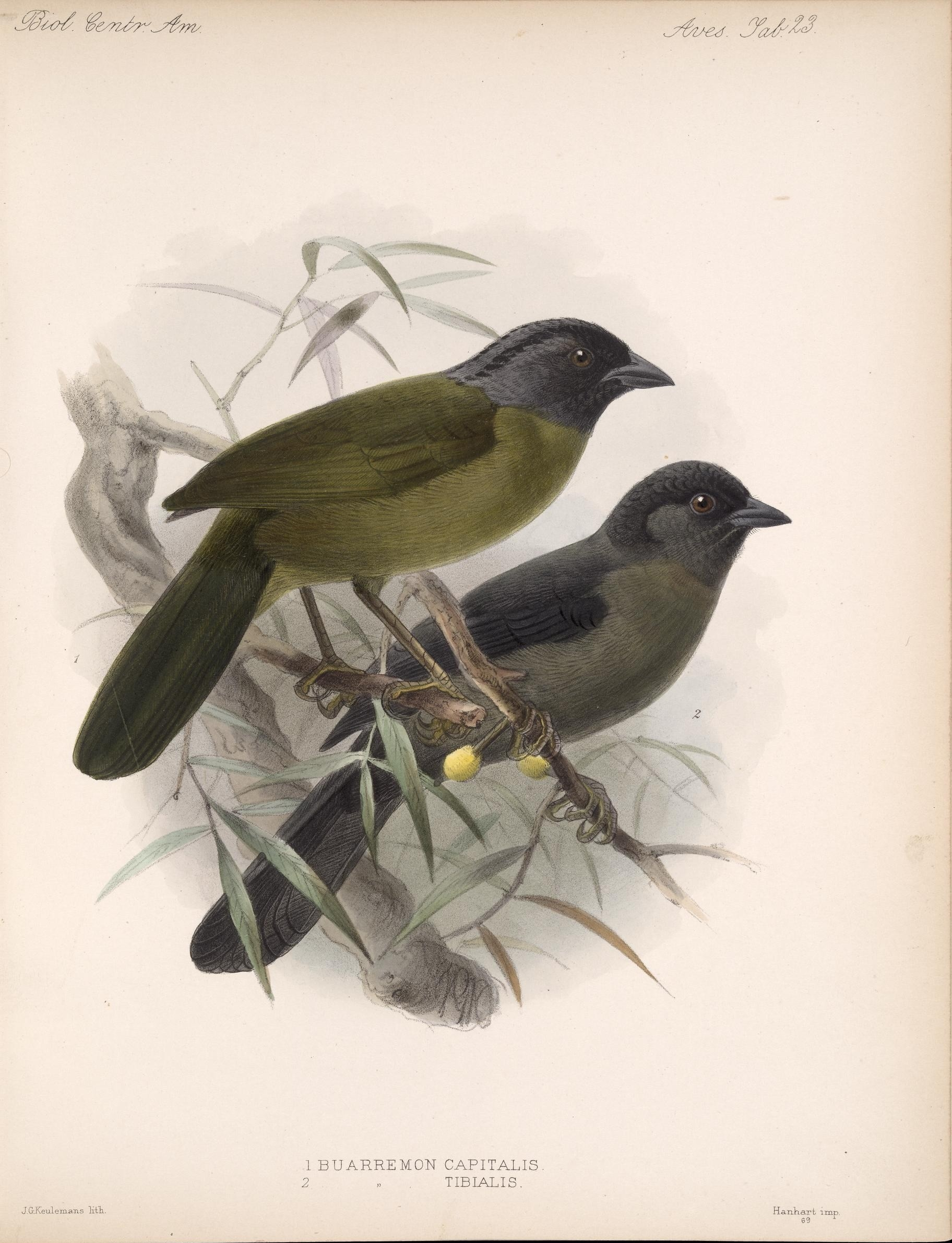
Великоногі вівсянки

Довжина птаха становить 20 см, вага 56 г. Дзьоб тонкий, хвіст короткий, лапи великі і міцні. Голова темно-сіра, горло, лоб і скроні чорні. Верхня частина тіла темно-оливкова, крила і хвіст чорні з оливковими краями. Нижня частина тіла яскраво-оливкова, боки і нижня частина живота мають коричневий відтінок. У молодих птахів голова темно-оливкова, верхня частина тіла поцяткована чорнуватим лускоподібним візерунком, нижня частина тіла охристо-оливкова.

## Поширення і екологія
Великоногі вівсянки мешкають в горах Коста-Рики і західної Панамі. Вони живуть в підліску вологих гірських тропічних лісів, в бамбукових заростях та на високогірних луках. Зустрічаються на висоті від 2150 до 3350 м над рівнем моря.

## Поведінка
Великоногі вівсянки ведуть переважно наземний спосіб життяЮ, зустрічаються парами. Вони живляться комахами і павуками, яких шукають в опалому листі, а також насінням і ягодами. Гніздо велике, чашоподібне, робиться з рослинного матеріалу, розміщується в густих бамбукових або чагарникових заростях на висоті до 2 м над землею. В кладці від 1 до 2 білих або синюватих яєць, поцяткованих коричневими плямками. Інкубаційний період триває 12-14 днів. Лише самиця будує гніздо і насиджує яйця.

## Збереження
МСОП класифікує цей вид як такий, що не потребує особливих заходів зі збереження. За оцінками дослідників, популяція великоногих вівсянок становить від 20 до 50 тисяч птахів. Це досить поширений вид в межах свого ареалу.